# 3α-ヒドロキシ-5β-アンドロスタン-17-オン-3α-デヒドロゲナーゼ
3α-ヒドロキシ-5β-アンドロスタン-17-オン-3α-デヒドロゲナーゼ（3α-hydroxy-5β-androstane-17-one 3α-dehydrogenase、EC 1.1.1.152）は、次の反応を触媒する酵素である。
3α-ヒドロキシ-5β-アンドロスタン-17-オン + NAD+ {\displaystyle \rightleftharpoons } 5β-アンドロスタン-3,17-ジオン+ NADH + H+
この酵素の基質は3α-ヒドロキシ-5β-アンドロスタン-17-オンとNAD+の2つで、生成するのは5β-アンドロスタン-3,17-ジオンとNADHとH+の3つである。
この酵素は酸化還元酵素に属し、具体的にはCH-OH基を供与体、NADもしくはNADPを受容体としている。アンドロゲン、エストロゲン代謝に関わる酵素の一つである。